# José Martins Achiam
José Martins Achiam (chinês simplificado: 龚智仁 (1944 - 2008) foi um karateca macaense, de nacionalidade portuguesa, nascido em Macau. Devido aos seus esforços despendidos pela arte marcial, é considerado o fundador e o "pai" do Karaté de Macau e da Seigokan de Macau.

## Atuação
Introduziu o Karatedo naquela província Portuguesa (na época), em 1967. O seu pai trabalhava na Polícia Judiciária de Macau. Aluno do Sensei Seigo Tada e do Sensei Yukiaki Yoki, que introduziu o Karate Seigokan em Hong-Kong, figurava entre os seus alunos pioneiros, deslocando-se semanalmente entre Hong-Kong e Macau. Durante mais de 40 anos em Macau, desenvolve vigorosamente o karate e promove o Karate de Macau na comunidade internacional do karatê para este atingir uma determinada posição e estatuto. No meio do Karate de Macau o seu apelido era o de "Mestre", ou o "Pai do Karate".
Em 1970, Achiam desempenhou em Tóquio um papel crucial, em representação de Hong Kong, para esta cidade realizar a sua primeira edição do Campeonato Mundial de Karate (WUKO I).
Em 1994, incentiva as várias escolas de Karate de Macau a se unirem e, de seguida, quando a Associação de Karatedo de Macau (AKM) foi criada, torna-se o seu Fundador e Presidente re-eleito desde o início do mandato, a fim de promover vigorosamente o karatê, fazendo esforços para aumentar o seu nível global, e por isso, nos últimos anos, o Karate de Macau numa série de competições internacionais consecutivas, é várias vezes premiado.
Na década de 90, José Achiam começou a participar nos assuntos internacionais, sendo eleito Secretário-Geral da Federação Asiática de Karate (AKF) e membro do Comitê Executivo da Federação Mundial de Karatê (WKF). O seu mandato foi concedido pela WKF e designado especificamente para ajudar a adesão da China à WKF. Em julho de 2006 presidiu à primeira formação de treinadores de karate chineses da Chinese Karatedo Association, embrião da Federação Chinesa de Karatedo. J.M.Achiam foi mandatado como Secretário-Geral da AKF para que nos Jogos Asiáticos em Seul, se esforçar para que o karate fosse admitido como desporto e, finalmente, conseguiu que nos Jogos Asiáticos, o karate se tornasse oficialmente um desporto permanente. Anteriormente, ainda em 2008, José Achiam tinha sido nomeado para o Comité do Desporto de Macau.

## Últimos dias
O Sensei Achiam era pai de dois filhos e duas filhas. A sua filha mais nova competiu em 2008, em representação de Macau, nos Campeonatos Juniores de Karate da 9ª AKF Asian Youth, realizada em Sabah, na Malásia.
O seu terceiro filho, José Luís Pedruco Achiam participou em 1998 nos Campeonatos Juniores de Karate da Juventude Asiática (AKF Young Youth), como membro da Equipa no escalão de 15 anos, tendo ganho e recebido a medalha de prata das mãos do seu pai.
Em 16 de setembro de 2008 devido a um grave acidente vascular cerebral, foi internado no hospital, até que morreu às 11h00 do dia 23 de Setembro de 2008. Uma morte prematura. José Achiam tinha mais de 40 anos de contribuição activa no karate. A sua partida foi uma grande perda para o Karaté Mundial.